# 통영초등학교
통영초등학교는 대한민국 경상남도 통영시 무전동에 있는 공립 초등학교이다.

## 학교 연혁
- 1908년 6월 24일 공립진남보통학교(2년제) 개교(설립인가 4월 7일)(문화동 57)
- 1910년 4월 1일 공립용남보통학교 개명
- 1911년 11월 1일 용남공립보통학교(4년제)로 개칭
- 1915년 4월 1일 통영공립보통학교 개명
- 1920년 4월 1일 6년제 개편
- 1937년 4월 1일 통영제1공립보통학교 개명
- 1938년 4월 1일 통영제1공립심상소학교 개명[1]
- 1941년 4월 1일 통영제1공립국민학교 개명[2]
- 1946년 5월 10일 통영국민학교 개명
- 1985년 3월 8일 병설유치원 개원
- 1996년 3월 1일 명칭 변경 (통영초등학교)[3]
- 2005년 2월 23일 무전동 현 주소지로 학사 이전[4][5][6]
- 2008년 6월 13일 개교 100주년 기념관, 기념조형물 설치
- 2015년 9월 1일 제22대 박성욱 교장 부임
- 2017년 2월 17일 제107회 졸업(졸업생 총수: 26,822명)

## 학교 상징
- 교화 : 동백 - 열정적이고 정다운 마음씨
- 교목 : 느티나무 - 씩씩하고 늠름한 기상
- 교조 : 까치 - 새롭고 즐거운 생활

## 참고 자료
- 통영초등학교 - 한국교육학술정보원 학교알리미